# Кубок Гопмана 2025
33-й за ліком Hopman Cup мав назву Hopman Cup XXXIII і був турніром, у якому змагалися змішані команди країн з тенісиста й тенісистки. Турнір проходив з 16 по 20 липня 2025 року на корті з твердим покриттям у Барі, Італія, у виставковому центрі Del Levante. Кубок відновився після річної перерви, про що Міжнародна тенісна федерація (ITF) оголосила 3 квітня року 2025, запланувавши його на липень.
Перемогу вперше здобула команда Канади, за яку грали  Б'янка Андреєску та Фелікс Оже-Аліассім. У фіналі вони здолали команду Італії (Лучія Бронцетті та Флавіо Коболлі).

## Команди
Усіх 12 учасників оголосили 7 травня 2025:
| Команда                                  | Тенісистка            | WTA1 | Тенісист              | ATP1 | Вибуття      |
| ---------------------------------------- | --------------------- | ---- | --------------------- | ---- | ------------ |
| Канада                                   | Б'янка Андреєску      | 185  | Фелікс Оже-Аліассім   | 28   | Переможці    |
| Хорватія                                 | Донна Векич           | 52   | Дує Айдукович         | 177  | Коловий етап |
| Франція                                  | Клое Паке             | 156  | Рішар Гаске           | 182  | Коловий етап |
| Греція                                   | Деспіна Папаміхаїл    | 267  | Стефанос Ціціпас      | 27   | Коловий етап |
| Італія                                   | Лучія Бронцетті       | 64   | Флавіо Коболлі        | 19   | Фіналісти    |
| Іспанія                                  | Маріна Бассоль Рібера | 236  | Роберто Баутіста Агут | 54   | Коловий етап |
| 1 – Рейтинги ATP та WTA на 14 липня 2025 |                       |      |                       |      |              |

## Груповий етап
6 команд були розділені на дві групи по три, в яких команди грали за коловою системою. Переможці кожної групи виходили в фінал.

### Група A

#### Таблиця
| Команда |         | Канада | Греція | Іспанія | Матчі | Поєдинки | Сети | Гейми | Місце |
| ------- | ------- | ------ | ------ | ------- | ----- | -------- | ---- | ----- | ----- |
| A       | Канада  |        | 3–0    | 3–0     | 2–0   | 6–0      | 10–0 | 62–29 | 1     |
| B       | Греція  | 0–3    |        | 1–2     | 0–2   | 1–5      | 3–9  | 42–61 | 3     |
| C       | Іспанія | 0–3    | 2–1    |         | 1–1   | 2–4      | 4–8  | 43–57 | 2     |

Час вказано місцевий (UTC+1).

#### Греція — Іспанія
| · Греція · 1 | Fiera del Levante, Барі 17 липня 2025, 17:30 Хард | Fiera del Levante, Барі 17 липня 2025, 17:30 Хард                                   | · Іспанія · 2 |       |          |  |
| \| \| \| \| 1 \| 2 \| 3 \| \| \| - \| \| ----------------------------------------------------------------------------------- \| --- \| ----- \| -------- \| \| \| 1 \| \| Деспіна Папаміхаїл Маріна Бассоль Рібера \| 0 6 \| 4 6 \| \| \| \| 2 \| \| Стефанос Ціціпас Роберто Баутіста Агут \| 3 6 \| 78 66 \| [8] [10] \| \| \| 3 \| \| Стефанос Ціціпас / Деспіна Папаміхаїл Роберто Баутіста Агут / Маріна Бассоль Рібера \| 6 2 \| 6 3 \| \| \| |                                                   |                                                                                     |               |       |          |  |
| |                                                   |                                                                                     | 1             | 2     | 3        |  |
| 1 | Греція · Іспанія                                  | Деспіна Папаміхаїл Маріна Бассоль Рібера                                            | 0 6           | 4 6   |          |  |
| 2 | Греція · Іспанія                                  | Стефанос Ціціпас Роберто Баутіста Агут                                              | 3 6           | 78 66 | [8] [10] |  |
| 3 | Греція · Іспанія                                  | Стефанос Ціціпас / Деспіна Папаміхаїл Роберто Баутіста Агут / Маріна Бассоль Рібера | 6 2           | 6 3   |          |  |

#### Канада — Іспанія
| · Канада · 3 | Fiera del Levante, Барі 18 липня 2025, 17:00 Хард | Fiera del Levante, Барі 18 липня 2025, 17:00 Хард                                    | · Іспанія · 0 |      |   |         |
| \| \| \| \| 1 \| 2 \| 3 \| \| \| - \| \| ------------------------------------------------------------------------------------ \| --- \| ---- \| - \| ------- \| \| 1 \| \| Б'янка Андреєску Маріна Бассоль Рібера \| 6 0 \| 6 1 \| \| \| \| 2 \| \| Фелікс Оже-Аліассім Роберто Баутіста Агут \| 6 3 \| 7 63 \| \| \| \| 3 \| \| Фелікс Оже-Аліассім / Б'янка Андреєску Роберто Баутіста Агут / Маріна Бассоль Рібера \| 6 3 \| \| \| знялася \| |                                                   |                                                                                      |               |      |   |         |
| |                                                   |                                                                                      | 1             | 2    | 3 |         |
| 1 | Канада · Іспанія                                  | Б'янка Андреєску Маріна Бассоль Рібера                                               | 6 0           | 6 1  |   |         |
| 2 | Канада · Іспанія                                  | Фелікс Оже-Аліассім Роберто Баутіста Агут                                            | 6 3           | 7 63 |   |         |
| 3 | Канада · Іспанія                                  | Фелікс Оже-Аліассім / Б'янка Андреєску Роберто Баутіста Агут / Маріна Бассоль Рібера | 6 3           |      |   | знялася |

#### Греція — Канада
| · Греція · 0 | Fiera del Levante, Барі 19 липня 2025, 17:30 Хард | Fiera del Levante, Барі 19 липня 2025, 17:30 Хард                            | · Канада · 3 |     |   |         |
| \| \| \| \| 1 \| 2 \| 3 \| \| \| - \| \| ---------------------------------------------------------------------------- \| ---- \| --- \| - \| ------- \| \| 1 \| \| Деспіна Папаміхаїл Б'янка Андреєску \| 1 6 \| 2 6 \| \| \| \| 2 \| \| Стефанос Ціціпас Фелікс Оже-Аліассім \| 64 7 \| 3 6 \| \| \| \| 3 \| \| Стефанос Ціціпас / Деспіна Папаміхаїл Фелікс Оже-Аліассім / Б'янка Андреєску \| 4 6 \| \| \| знялася \| |                                                   |                                                                              |              |     |   |         |
| |                                                   |                                                                              | 1            | 2   | 3 |         |
| 1 | Греція · Канада                                   | Деспіна Папаміхаїл Б'янка Андреєску                                          | 1 6          | 2 6 |   |         |
| 2 | Греція · Канада                                   | Стефанос Ціціпас Фелікс Оже-Аліассім                                         | 64 7         | 3 6 |   |         |
| 3 | Греція · Канада                                   | Стефанос Ціціпас / Деспіна Папаміхаїл Фелікс Оже-Аліассім / Б'янка Андреєску | 4 6          |     |   | знялася |

### Група B

#### Таблиця
| Команда |          | Хорватія | Франція | Італія | Матчі | Поєдинки | Сети | Гейми | Місце |
| ------- | -------- | -------- | ------- | ------ | ----- | -------- | ---- | ----- | ----- |
| A       | Хорватія |          | 1–2     | 1–2    | 0–2   | 2–4      | 7–9  | 49–61 | 3     |
| B       | Франція  | 2–1      |         | 1–2    | 1–1   | 3–3      | 8–5  | 59–52 | 2     |
| C       | Італія   | 2–1      | 2–1     |        | 2–0   | 4–2      | 9–6  | 63–59 | 1     |

Час вказано місцевий (UTC+1).

#### Італія — Хорватія
| · Італія · 2 | Fiera del Levante, Барі 16 липня 2025, 17:30 Хард | Fiera del Levante, Барі 16 липня 2025, 17:30 Хард            | · Хорватія · 1 |     |          |  |
| \| \| \| \| 1 \| 2 \| 3 \| \| \| - \| \| ------------------------------------------------------------ \| ---- \| --- \| -------- \| \| \| 1 \| \| Лучія Бронцетті Донна Векич \| 6 3 \| 4 6 \| [10] [1] \| \| \| 2 \| \| Флавіо Коболлі Дує Айдукович \| 61 7 \| 6 4 \| [10] [6] \| \| \| 3 \| \| Флавіо Коболлі / Лучія Бронцетті Дує Айдукович / Донна Векич \| 4 6 \| 6 2 \| [8] [10] \| \| |                                                   |                                                              |                |     |          |  |
| |                                                   |                                                              | 1              | 2   | 3        |  |
| 1 | Італія · Хорватія                                 | Лучія Бронцетті Донна Векич                                  | 6 3            | 4 6 | [10] [1] |  |
| 2 | Італія · Хорватія                                 | Флавіо Коболлі Дує Айдукович                                 | 61 7           | 6 4 | [10] [6] |  |
| 3 | Італія · Хорватія                                 | Флавіо Коболлі / Лучія Бронцетті Дує Айдукович / Донна Векич | 4 6            | 6 2 | [8] [10] |  |

#### Франція — Хорватія
| · Франція · 2 | Fiera del Levante, Барі 17 липня 2025, 17:00 Хард | Fiera del Levante, Барі 17 липня 2025, 17:00 Хард   | · Хорватія · 1 |     |          |     |
| \| \| \| \| 1 \| 2 \| 3 \| \| \| - \| \| --------------------------------------------------- \| --- \| --- \| -------- \| --- \| \| 1 \| \| Клое Паке Донна Векич \| 3 6 \| 3 6 \| \| \| \| 2 \| \| Рішар Гаске Дує Айдукович \| 5 7 \| 6 2 \| [10] [6] \| \| \| 3 \| \| Рішар Гаске / Клое Паке Дує Айдукович / Донна Векич \| \| \| \| w/o \| |                                                   |                                                     |                |     |          |     |
| |                                                   |                                                     | 1              | 2   | 3        |     |
| 1 | Франція · Хорватія                                | Клое Паке Донна Векич                               | 3 6            | 3 6 |          |     |
| 2 | Франція · Хорватія                                | Рішар Гаске Дує Айдукович                           | 5 7            | 6 2 | [10] [6] |     |
| 3 | Франція · Хорватія                                | Рішар Гаске / Клое Паке Дує Айдукович / Донна Векич |                |     |          | w/o |

#### Італія — Франція
| · Італія · 2 | Fiera del Levante, Барі 18 липня 2025, 17:30 Хард | Fiera del Levante, Барі 18 липня 2025, 17:30 Хард        | · Франція · 1 |      |          |         |
| \| \| \| \| 1 \| 2 \| 3 \| \| \| - \| \| -------------------------------------------------------- \| --- \| ---- \| -------- \| ------- \| \| 1 \| \| Лучія Бронцетті Клое Паке \| 6 4 \| 65 7 \| [10] [8] \| \| \| 2 \| \| Флавіо Коболлі Рішар Гаске \| 6 2 \| 6 4 \| \| \| \| 3 \| \| Флавіо Коболлі / Лучія Бронцетті Рішар Гаске / Клое Паке \| 4 6 \| \| \| знялася \| |                                                   |                                                          |               |      |          |         |
| |                                                   |                                                          | 1             | 2    | 3        |         |
| 1 | Італія · Франція                                  | Лучія Бронцетті Клое Паке                                | 6 4           | 65 7 | [10] [8] |         |
| 2 | Італія · Франція                                  | Флавіо Коболлі Рішар Гаске                               | 6 2           | 6 4  |          |         |
| 3 | Італія · Франція                                  | Флавіо Коболлі / Лучія Бронцетті Рішар Гаске / Клое Паке | 4 6           |      |          | знялася |

## Фінал

### Canada vs. Italy
| · Канада · 2 | Fiera del Levante, Bari 20 липня 2025, 17:30 Hard | Fiera del Levante, Bari 20 липня 2025, 17:30 Hard                       | · Італія · 1 |     |          |  |
| \| \| \| \| 1 \| 2 \| 3 \| \| \| - \| \| ----------------------------------------------------------------------- \| ----- \| --- \| -------- \| \| \| 1 \| \| Б'янка Андреєску Лучія Бронцетті \| 6 2 \| 6 3 \| \| \| \| 2 \| \| Фелікс Оже-Аліассім Флавіо Коболлі \| 79 67 \| 5 7 \| [8] [10] \| \| \| 3 \| \| Фелікс Оже-Аліассім / Б'янка Андреєску Флавіо Коболлі / Лучія Бронцетті \| 6 3 \| 6 3 \| \| \| |                                                   |                                                                         |              |     |          |  |
| |                                                   |                                                                         | 1            | 2   | 3        |  |
| 1 | Канада · Італія                                   | Б'янка Андреєску Лучія Бронцетті                                        | 6 2          | 6 3 |          |  |
| 2 | Канада · Італія                                   | Фелікс Оже-Аліассім Флавіо Коболлі                                      | 79 67        | 5 7 | [8] [10] |  |
| 3 | Канада · Італія                                   | Фелікс Оже-Аліассім / Б'янка Андреєску Флавіо Коболлі / Лучія Бронцетті | 6 3          | 6 3 |          |  |

| Переможці Кубка Гомана 2025 |
| --------------------------- |
| Канада Перший титул         |